# Sistem convectiv mezoscalat

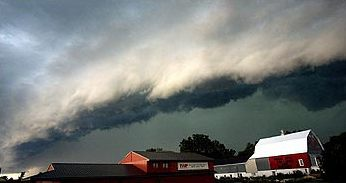
Un nor arc, cum este cel din imagine, poate fi un semn că o vijelie este iminentă

Un sistem convectiv mesoscalat (MCS) este un complex de furtuni care se organizează pe o scară mai mare decât furtunile individuale, dar mai mici, ca intensitate, decât cicloanele extratropice și, în mod normal, persistă pentru câteva ore. Tiparul norilor și precipitațiilor, la nivel general, într-un sistem convectiv mesoscalat poate fi rotund sau liniar și include sisteme meteorologice cum ar fi cicloanele tropicale, liniile de arc, evenimente cu efect de lac, zone polare de presiune scăzută și complexe convective mezoscalate (MCC) și se formează, în general, în apropiere de fronturi atmosferice. Sistemul care se formează în timpul sezonului cald pe întinderi de pământ a fost observat în America de Nord, Europa și Asia, cu un maxim în activitate observat după-amiaza târziu și seara.

## Legături externe
- Mesoscale convective system (AMS Glossary of Meteorology)
- Houze, R.A., Jr. (2004). „Mesoscale convective systems”. Rev. Geophys. 42 (4): RG4003. Bibcode:2004RvGeo..42.4003H. doi:10.1029/2004RG000150.